# Chás pós-fermentados
O chá pós-fermentado (ou chá "envelhecido") é uma classe de chá que permanece durante um período de maturação a "céu aberto", de alguns meses a muitos anos. A exposição do chà à microflora, umidade e ao oxigênio do ar causam uma auto-oxidação, fermentação e possivelmente reativa algumas enzimas oxidativas no chá.
Isto altera o odor do chá e acaba adoçando seu gosto, tornando os chás mais amargos em produto mais leves e mais prazerosos para serem bebidos.
Na cultura chinesa e nos países de influência chinesa, os chás pós-fermentados são chamados de "chás escuros" ou "chás pretos" (黑茶, hēi chá) devido a sua cor marrom escura. Não deve ser confundido com o chá preto clássico, conhecido da cultura ocidental. O chá preto ocidental, nas culturas chinesas, tem o nome de "chá vermelho".

## Tipos

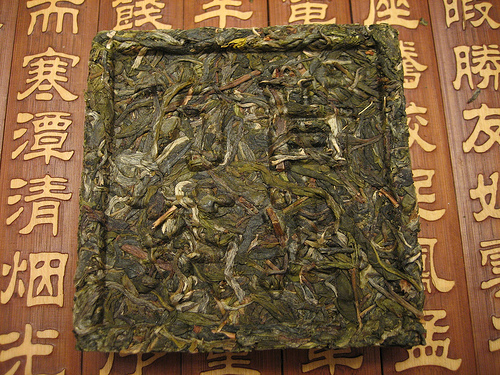
Chá Pu-erh verde prensado

O mais conhecido dos chás pós-fermentados é o Pu-erh tea; entretanto, existem muitos outros tipos de chás desta classe:
- Pu-erh (雲南普洱茶, yúnnán pǔ'ěr chá)
- Liu'an (安徽六安籃茶, ānhùi lìu'ān lán chá)
- Liubao (廣西六堡茶, guǎnxī lìubǎo chá)
- chá escuro Hunan (湖南黑茶, húnán hēi chá)
- Laobian (湖北佬扁茶, húběi lǎobiǎn chá)
- Bian (四川邊茶, sìchuān biān chá)